# تپه گل وهار
تپه گل وهار در شهرستان ایلام، بخش مرکزی، روستای مهدی‌آباد واقع شده و این اثر در تاریخ ۹ اردیبهشت ۱۳۸۲ با شمارهٔ ثبت ۸۴۳۹ به‌عنوان یکی از آثار ملی ایران به ثبت رسیده است.